# Championnat d'Europe de hockey sur glace 1913
Navigation
Bohème 1912 Allemagne 1914
Le Championnat d'Europe de hockey sur glace 1913 est la quatrième édition de cette compétition de hockey sur glace organisée par la Ligue internationale de hockey sur glace. Il a lieu du 25 au 27 janvier 1913 à Munich en Allemagne.

## Contexte et déroulement
Quatre nations participent à ce quatrième tournoi même si l'Allemagne a formulé une réclamation, qui n'a pas abouti, contre la participation de l'Autriche-Hongrie.
La Belgique gagne ce championnat à la surprise générale avec un dernier match contre l'Allemagne spectaculaire. Menés 2 buts à 5 à la mi-temps, les Belges gagnent finalement sur le score de 8 à 5.

## Résultats
| 25 janvier 1913 | Bohême | 4-4 (1-2, 3-2) | Belgique |  |

| 26 janvier 1913 | Allemagne | 5-8 (5-3, 0-5) | Belgique |  |

| 26 janvier 1913 | Belgique | 13-1 (7-0, 6-1) | Autriche |  |

| 26 janvier 1913 | Allemagne | 2-4 (0-2, 2-2) | Bohême |  |

| 27 janvier 1913 | Bohême | 7-0 (2-0, 5-0) | Autriche |  |

| 27 janvier 1913 | Allemagne | 14-4 (9-2, 5-2) | Autriche |  |

## Classement
| Clt   | Équipe    | PJ | V | D | N | BP | BC | Diff |
| ----- | --------- | -- | - | - | - | -- | -- | ---- |
| +001, | Belgique  | 3  | 2 | 0 | 1 | 25 | 10 | +15  |
| +002, | Bohême    | 3  | 2 | 0 | 1 | 15 | 6  | +9   |
| +003, | Allemagne | 3  | 1 | 2 | 0 | 21 | 16 | +5   |
| +004, | Autriche  | 3  | 0 | 3 | 0 | 5  | 34 | -29  |

- Vainqueur du Championnat d'Europe 1913